# MineCon
Minecon es una convención para el videojuego Minecraft, organizada por Mojang. La primera reunión en 2010 fue conocida como MinecraftCon. La convención Minecon de 2011 se llevó a cabo en Las Vegas y celebró el lanzamiento del juego con paneles de discusión relacionados con Minecraft y áreas de juego. La Convención Minecon en 2016, celebrada en Anaheim, California contó con 12 000 personas. El último evento, conocido como planeta MineCon, ocurrió el 18 de noviembre del 2017 y marcó el primer evento MineCon en línea gratis.

## Eventos por año

### 2010
MinecraftCon 2010 fue una reunión de más de 5000 personas en Bellevue,
Washington, el 31 de agosto. Markus Persson, creador del juego, organizó la reunión cuando se hicieron varias peticiones para que la comunidad pudiera reunirse, por lo que pidió a la comunidad hacerlo en ningún lugar en específico.
Esto no fue técnicamente una convención,aunque algunos la cuentan como la primera convención de Minecraft .

### 2011
En este evento asistieron 5 000 personas y fue celebrado en el Mandalay Bay, Las Vegas, el 18 de noviembre de 2011. la convención se centró en celebrar el lanzamiento del juego y se organizaron paneles de discusión relacionados con Minecraft. Además se invitó a la gente a jugar el juego con los demás, mientras que en la convención hubo discursos de apertura de los miembros de la comunidad, concursos de construcción , concursos de disfraces y exposiciones. Uno de los muchos eventos en Minecon fue la "Parte Inferior", un evento abierto para todos los presentes mayores de  21 años y que además contó con la participación de deadmau5.

### 2012
El 2 de agosto de 2012, Mojang anunció que la convención Minecon de 2012 se llevaría a cabo en el parque Disneyland París los días 24 y 25 de noviembre. El anuncio fue hecho en la plataforma de la red social Twitter, cuando el creador del juego, Markus Persson, publicó un tráiler que reveló la nueva ubicación de la convención. el video muestra a los miembros del equipo Mojang llevando parafernalia de Disney, y Persson comentó un mensaje dirigido al desarrollador Jens Bergensten , "Creo que están tratando de decirnos algo".
Joystick's JC Fletcher dijo que el sitio estaba "un paso hacia arriba" desde el primer Minecon en las Vegas. la segunda convención anual fue la primera celebrada fuera de los Estados Unidos, poniéndola a disposición de los aficionados europeos que no pudieron haber asistido a la primera. Se llevó a cabo a raíz de la creciente popularidad de
Minecraft que la versión de Xbox 360 del juego vendido 3 millones de copias. 2012 fue también el comienzo de varios Minecons no oficiales en el juego, sobre todo virtual Minecon, que a pesar de ser un evento no oficial, contó con la presencia de un miembro del equipo de Mojang. Muchos en el juego Minecons anunciaron la intención de volver con el inicio de la próxima Minecon.
4.500 aficionados asistieron a la
convención en 2012. Mojang lanzó múltiples anuncios en la convención de 2012. Los detalles sobre la actualización 1.5 "Redstone" fueron revelados, así como información sobre la API de modding del juego. Se planificó la actualización de Redstone para el lanzamiento a principios de marzo de 2013 e incluye nuevas características
añadidas al mineral de piedra roja en el juego. En la actualización Minecraft 1.5 se añadieron tolvas, nuevas mecánicas para la redstone y mucho más.

### 2013
En abril de 2013, Lydia Winters reveló que Minecon 2013 se llevaría a cabo en los Estados Unidos. Jens Bergensten más tarde dijo que sería en la costa este. El 27 de junio, se anunció en el Canal de Mojang en YouTube que Minecon 2013 se llevará a cabo en Orlando, Florida. el sitio web del Centro de Convenciones del Condado de Orange había enumerado a Minecon como un próximo evento en noviembre, con una asistencia de 7500, pero luego retiró el evento desde la página web. Las entradas salieron a la venta en tres lotes cada uno con  2500 entradas para el 31 de julio, 2 de agosto y 3 de agosto. El primer lote de 2500 entradas se agotaron en tres segundos de acuerdo con Mojang COO Vu Bui. El evento tuvo lugar los días 2 y 3 de noviembre.

### 2014 (cancelada)
El 30 de marzo de 2014, Lydia Winters reveló en un tuit que Minecon 2014 se llevaría a cabo en Europa. Sin embargo, el 21 de agosto de 2014, COO de Mojang, Vu Bui, crearon un blog, indicando que no habría Minecon 2014 , pero en su lugar la próxima Minecon sería en la primavera de 2015, en Londres.

### 2015
El 2 de febrero de 2015, Vu Bui anunció que Minecon 2015 se llevaría a cabo en Londres, en la Exposición y Conferencia Centro ExCel en Londres el 4 y 5 de julio de 2015. Los precios de las entradas fueron anunciados el 18 de marzo de 2015 y se fijaron en 129 £. Durante la ceremonia de apertura el 4 de julio de 2015 fue anunciado por el Guinness World Records que Minecon
obtuvo el récord mundial por la mayor
asistencia a una convención que es únicamente para un solo juego, vendiendo 10 000 entradas.

### 2016
El 7 de marzo
de 2016, Mojang
anunció en un blog que la Minecon 2016 se llevaría a cabo en Anaheim, California, en el Centro de Convenciones de Anaheim, el 24 y 25 de septiembre de
2016. Ahora han
anunciado que las entradas costarían $160 por persona, y los niños y niñas de 3 años entran gratis. El equipo de Minecraft recibió otro premio, ya que se vendieron 12 000 entradas para ese año, que se agotaron en cuestión de segundos al salir a la venta.

### 2017
El 8 de agosto de 2017, Mojang anunció que MineCon sería a través de un livestream interactivo de 90 minutos el 18 de noviembre de 2017 17:00 GMT. Bautizado como planeta MineCon. El propietario de planeta MineCon fue Will Arnett, un actor canadiense. Después de este anuncio se dio la introducción de ' Eventos oficiales comunitarios', que permitieron eventos como Minefaire, Minevention y de Multiplay BlockFest. Durante planeta MineCon uno de los desarrolladores ,Jens "Jeb" Bergensten, anunció la próxima actualización, la 1.13, conocida como "La actualización acuática". Esta actualización fue publicada en primavera de 2018. VU Bui, COO de Mojang, además se dio a conocer el mob ganador, a raíz de una encuesta pública en la cual se daba la oportunidad de votar por un mob  que luego se conocería que el escogido fue la opción B, "El monstruo de los cielos de noche".

### 2020
El 28 de septiembre de 2019, Mojang anunció que habría una especie de MineCon el año siguiente que sería una gran convención presencial en Orlando del 25 al 27 de septiembre de 2020 nombrada como Minecraft Festival, sin embargo, debido a la pandemia de COVID-19, el evento fue pospuesto al 2021, y posteriormente fue nuevamente retrasado para 2022.
En su lugar, se hizo nuevamente una transmisión en vivo realizada el 3 de octubre de 2020.
Durante la transmisión, Mojang anunció la actualización Caves & Cliffs

al tiempo que se realizó una votación para elegir un nuevo mob, donde los jugadores podían seleccionar alguna criatura para una futura actualización para Minecraft.
Las opciones fueron el Iceologer, la Moobloom y el Glowsquid, resultando ganador este último.

### 2021
En 2021 se repitió el formato de transmisión en vivo de Minecraft Live. La transmisión fue realizada el 16 de octubre de ese año; durante esta, hubo una votación en la que se decidió añadir un mob al juego igual que en años pasados; las opciones esta vez fueron el Glare, el Copper Golem y el Allay siendo ganador este último. Así mismo, se anunció la próxima gran actualización del videojuego, llamada «The Wild Update», que incluiría la adición de nuevas características, así como la inclusión de 2 biomas, incluyendo un bioma subterráneo llamado Oscuridad profunda donde existen las ciudades antiguas y uno llamado Manglar.

### 2022
En 2022 se volvió a usar el formato de transmisión en vivo de Minecraft Live. La transmisión fue realizada el 15 de octubre de ese año; durante esta, hubo una votación en la que se decidió añadir un mob al juego igual que en años pasados; las opciones esta vez fueron el Sniffer, el Rascal y el Tuff Golem siendo ganador el Sniffer. También anunció la jugabilidad básica del próximo juego Minecraft Legends y la actualización de la temporada 3 para Minecraft Dungeons. Así mismo, se anunció la próxima gran actualización del videojuego, llamada «Trails & Tales Update», que incluiría la adición de nuevas características, así como la inclusión de 1 nuevo bioma, la arqueología, nuevas maderas, diseño y personalización de armaduras, el camello, y nuevos bloques decorativos. 

### 2023
Minecraft Live 2023 se llevó a cabo el 15 de octubre de 2023 y contó con otra Votación de Mob, con el Cangrejo, el Armadillo y el Pingüino, el segundo de los cuales ganó la votación. El evento también anunció partes de las próximas actualizaciones importantes de Minecraft, Minecraft Legends y Minecraft Education. Como en años anteriores, hubo un anuncio relacionado con la próxima actualización importante. Este año, la actualización que se anunció fue la actualización 1.21 Tricky Trials. Se dice que la actualización se centrará en "aventuras de combate y retoques". Incluye varias variantes de bloques de cobre y cámaras de prueba. También incluye nuevo bloque de Autocrafteo, ladrillos de toba y nuevos enemigos que aparecerán en las cámaras de prueba. La actualización también presentará a Brisa como un nuevo mob hostil. 

## Capas Minecon
En cada Minecon, los asistentes reciben una capa exclusiva del juego.
- 2011, los asistentes recibieron una capa roja con el rostro de un creeper en el centro, elegido en una votación por la comunidad.[38]
- 2012, los asistentes recibieron una capa azul oscuro[39] con un pico de oro en el centro, que fue spoileado en el video "Swag bag".[40][41]
- 2013, los asistentes recibieron una capa verde de jade con un pistón  en el centro.[42]
- 2015, los asistentes recibieron una capa oscuro color cian con el rostro de un gólem de hierro.
- 2016, los asistentes recibieron una capa negra con el rostro de un enderman.
- En 2017 no se obsequió ninguna.
- 2023, los asistentes recibieron una capa rosada con temática de árboles de cerezo por haber votado en las Votaciones de Mob 2023